# فقدان التنوع البيولوجي

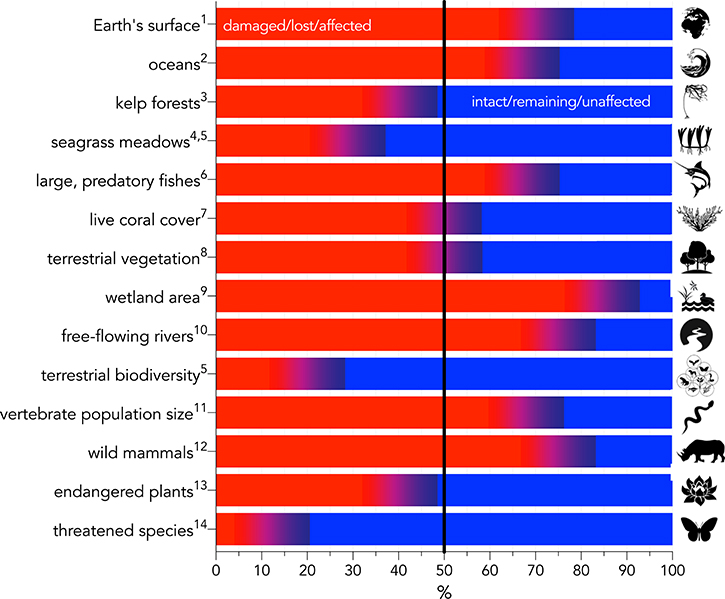

فقدان التنوع البيولوجي هو ظاهرة ناجمة عن تراجع تعدد الأنواع الحيوية بسبب ممارسات الإنسان وتغيرات أخرى. يؤدي هدم بيوت التنمية الطبيعية بسبب استيطان الإنسان هو السبب الأساسي إلى إيذاء التنوع البيولوجي.
لم يحدد بشكل قطعي عدد أنواع الكائنات الحية (حيوانات، نباتات وكائنات حية دقيقة) على سطح الكرة الأرضية، ويقدر العلماء أن تعداد هذه الأنواع يترواح بين 5 إلى 30 مليون نوع. يعرف العلم عن حوالي مليون وحتى مليون ونصف نوع فقط من العدد الضخم. تقدر منظمة IUCN (الاتحاد الدولي لحفظ الطبيعة) أن حوالي %12 حتى %30 من الأنواع المعروفة مهددة بخطر الانقراض.
تعيش معظم الأنواع في المناطق الاستوائية للكرة الأرضية، لذا يؤدي الإضرار في بيوت التنمية الطبيعية في هذه المناطق إلى انقراض أنواع كثيرة، حيث ينقرض قسم منها دون أن يعرف الإنسان عن ذلك.
من الأسباب الأخرى لفقدان التنوع البيولوجي هو دخول أنواع غازية، وهي أنواع غير محلية تصل بتأثير الإنسان إلى بيوت تنمية أخرى ليست بيوت تنميتها الطبيعية، وتؤدي إلى انقراض أنواع محلية هنالك أسباب إضافية مثل: الصيد غير المراقب (الصيد الجائر)، ارتفاع مستوى الملوثات في البيئة المحيطة، وتغيرات في المناخ العالمي.

## الأسباب
يُعرَّف التنوع الحيوي عمومًا على أنه تنوع الحياة على الأرض بجميع أشكالها، بما في ذلك تنوع الأنواع وتنوعاتها الجينية والتفاعل بين أشكال الحياة هذه. تسبب فقدان التنوع الحيوي الناجم عن السلوك البشري بتأثيرات أكثر خطورة وأطول أمدًا منذ أواخر القرن العشرين. يؤكد كبار العلماء وكذلك تقرير التقييم العالمي للتنوع البيولوجي وخدمات النظم الإيكولوجية الخاص بالمنبر الحكومي الدولي للسياسات العلمية بشأن التنوع البيولوجي وخدمات النظام الإيكولوجي أن النمو السكاني والإفراط في الاستهلاك، العاملان الأساسيان في هذا الانخفاض.

### التغيير في استخدام الأراضي
تعد كل من إزالة الغابات، والزراعة الأحادية المكثفة، والتحضر من الأمثلة على التغييرات في استخدام الأراضي.
يؤكد تقرير التقييم العالمي للتنوع البيولوجي وخدمات النظم الإيكولوجية الخاص بالمنبر الحكومي الدولي للسياسات العلمية بشأن التنوع البيولوجي وخدمات النظام الإيكولوجي لعام 2019، أن الزراعة الصناعية هي المحرك الرئيسي لتدهور التنوع البيولوجي. يقدر تقرير التوقعات العالمية للتنوع البيولوجي لعام 2014 الصادر عن الأمم المتحدة أن 70% من الخسارة المتوقعة للتنوع البيولوجي الأرضي ناتجة عن الاستخدام الزراعي. يُستخدم أكثر من ثلث مساحة سطح الأرض لزراعة المحاصيل ورعي الماشية.
تساهم الزراعة في تدهور التنوع البيولوجي من خلال تحويل الموائل الطبيعية إلى أنظمة تدار بشكل مكثف، ومن خلال إطلاق الملوثات، بما في ذلك غازات الاحتباس الحراري. تزيد سلاسل القيمة الغذائية من تضخيم التأثيرات بما فيها الناجمة عن استخدام الطاقة والنقل والنفايات. تبدو الآثار المباشرة للنمو الحضري على فقدان الموائل مفهومة على نحو جيد: يؤدي تشييد المباني غالبًا إلى تدمير الموائل وتفككها.
أدى ظهور التحضر إلى انخفاض كبير في التنوع البيولوجي، إذ أصبحت مساحات كبيرة من الموائل الطبيعية مجزأة. لا تستطيع بقع الموائل الصغيرة أن تدعم نفس المستوى من التنوع الجيني أو التصنيفي كما كانت في السابق بينما قد تنقرض محليًا بعض الأنواع الأكثر حساسية.
أصبح أكثر من 17000 نوع مهددًا بخطر فقدان الموائل بحلول عام 2050 وفقًا لدراسة أجريت عام 2020 ونُشرت في مجلة نيتشر سوستينبيلتي، إذ تستمر الزراعة في التوسع لتلبية الاحتياجات الغذائية المستقبلية. يقترح الباحثون أن زيادة الكفاءة الزراعية في العالم النامي والتحولات واسعة النطاق إلى الأنظمة الغذائية النباتية الصحية يمكن أن تساعد في تقليل فقدان الموائل. افترض تقرير تشاتام هاوس أيضًا أن التحول العالمي نحو النظم الغذائية النباتية سيوفر إلى حد كبير الأراضي ويتيح استعادة النظم البيئية والتنوع البيولوجي، إذ استُخدم أكثر من 80% من جميع الأراضي الزراعية في عام 2010، لتربية الحيوانات.

### التلوث

#### تلوث الهواء
تُدرس غازات الدفيئة التالية وتُرصد بشكل شائع: بخار الماء وثاني أكسيد الكربون والميثان وأكسيد النيتروز. زادت تراكيز ثاني أكسيد الكربون والميثان، مترافقة مع إدخال انبعاثات بشرية بحتة مثل مركبات الهيدروفلوروكربون، ومركبات الفلوروكربون، وسداسي فلوريد الكبريت في الغلاف الجوي خلال 250 سنة مضت. تنبعث هذه الملوثات في الغلاف الجوي عن طريق حرق الوقود الأحفوري والكتلة الحيوية، وإزالة الغابات، والممارسات الزراعية التي تضخم من آثار التغير المناخي. ترتفع درجة حرارة سطح الأرض مع إطلاق غازات الدفيئة بتراكيز أعلى في الغلاف الجوي. يُتوقع حدوث زيادة في مستويات تلوث الهواء، وتباين أكبر في أنماط الطقس، وتكثيف تأثيرات التغير المناخي، وكذلك حدوث تغيرات في توزيع الغطاء النباتي في المناظر الطبيعية، ويرجع ذلك إلى قدرة غازات الدفيئة على امتصاص الحرارة من أشعة الشمس وحبسها وإعادة إطلاقها في الغلاف الجوي للأرض.
تشمل الملوثات الأخرى التي تنطلق بسبب النشاط الصناعي والزراعي، ثاني أكسيد الكبريت وأكاسيد النيتروجين. يمكن أن يتفاعل كل من ثاني أكسيد الكبريت وأكسيد النيتروجين عند إطلاقهما في الغلاف الجوي مع قطرات السحب (نوى التكاثف السحابية)، أو قطرات المطر، أو رقاقات الثلج، ومن ثم تشكيل حمض الكبريتيك وحمض النيتريك. يؤدي التفاعل بين قطرات الماء وأحماض النيتريك والكبريتيك، إلى حدوث الترسب الرطب وتساقط المطر الحمضي، لذا ستنتقل الأحماض إلى بيئات ونباتات مختلفة أثناء هطول الأمطار، وتبتعد مسافات جوية كبيرة (مئات الكيلومترات) من مصدر الانبعاث. يمكن أن ينتقل كل من ثاني أكسيد الكبريت وأكسيد النيتروجين إلى النباتات أيضًا من خلال الترسيب الجاف.
تؤثر تراكيز ثاني أكسيد الكبريت وأكسيد النيتروز على النظم البيئية المائية، وتشمل التأثيرات تغير الحموضة، وزيادة محتوى النيتروجين والألمنيوم، وتغيير العمليات الحيوية الجيولوجية الكيميائية. لا يمتلك غازا ثاني أكسيد الكبريت وأكسيد النيتروز تأثيرات فيزيولوجية مباشرة عند التعرض لها عادةً، إذ تتطور معظم التأثيرات تراكميًا بالتعرض المطول لهذه الغازات في البيئة، وتعديل التربة وكيمياء المياه. يساهم الكبريت إلى حد كبير في تحمض البحيرات والمحيطات، ويبدأ النيتروجين في تتريف المسطحات المائية الداخلية والساحلية التي تفتقر إلى النيتروجين. تغير كلتا الظاهرتين تركيبة الأحياء المائية المحلية، وتؤثران على الشبكة الغذائية الأصلية بمستوى حموضة أعلى، مما يقلل من التنوع البيولوجي المائي والبحري.
أثر ترسيب النيتروجين أيضًا على النظم البيئية الأرضية، بما في ذلك الغابات والمراعي ومناطق جبال الألب والمستنقعات. أدى تدفق النيتروجين إلى تغيير الدورة الحيوية الجيولوجية الكيميائية وعزز تحمض التربة. يُحتمل نتيجة لذلك أن يتراجع كل من تكوين الأنواع النباتية والحيوانية ووظائف النظام الإيكولوجي مع زيادة حساسية التربة، والإٍسهام في تباطؤ نمو الغابات، وتلف الأشجار في المرتفعات العالية، واستبدال الكائنات الحية المحلية بأنواع محبة للنيتروجين. يمكن أن يحصل ترشيح للكبريتات والنترات من التربة أيضًا، وكذلك إزالة العناصر الغذائية الأساسية مثل الكالسيوم والمغنيزيوم، وترسيبها في المياه العذبة والبيئات الساحلية والمحيطية، مما يعزز التتريف.

### إفراط الاستغلال

#### صيد الأسماك الجائر
أدت متطلبات الجنس البشري واستهلاكه إلى صيد الأسماك الجائر، مما ساهم في فقدان التنوع البيولوجي وتقليل غزارة أنواع الأسماك ووفرتها. انخفضت وفرة الأسماك العالمية بنسبة 38% عام 2020 مقارنة بعدد الأسماك في عام 1970. لوحظ الانخفاض في أعداد الأسماك العالمية لأول مرة خلال تسعينيات القرن العشرين. أُفرط في صيد العديد من الأسماك التجارية، إذ صُنف حوالي 27% من الأرصدة السمكية المستغلة في الولايات المتحدة على أنها تُصطاد صيدًا جائرًا.
لوحظ أن أكثر من 50% من أنواع مصائد الأسماك الرئيسية في تسمانيا- مثل أسماك جيمفيش الشرقية، وجراد البحر الصخري الجنوبي، والتونة الجنوبية زرقاء الزعانف، وسمك الأسقمري الحصان، وسمكة البوق- قد تراجعت على مدار 75 سنة مضت بسبب الصيد الجائر. تسببت أساليب صيد الأسماك، مثل الصيد بجارفة القاع، في تدمير الموائل، مما أدى إلى انخفاض التنوع المكاني وتراجع وفرة الأنواع الإقليمية. وجدت بعض الدراسات، بما في ذلك تقرير المنبر الحكومي الدولي للسياسات العلمية بشأن التنوع البيولوجي وخدمات النظام الإيكولوجي لعام 2019، أن الصيد الجائر هو المحفز الرئيسي للانقراض الجماعي للأنواع في المحيطات. أدى الصيد الجائر إلى خفض الكتلة الحيوية للأسماك والثدييات البحرية بنسبة 60% منذ القرن التاسع عشر، ويساهم حاليًا في انقراض أكثر من ثلث أسماك القرش والشفنين.
تُصطاد الأسماك بالعديد من الطرق التي تساهم في الصيد الجائر، رغم كون الصيد الجائر من أكبر التهديدات للتنوع الحيوي للأسماك. تشمل الأساليب التي تؤدي إلى صيد جائر، الصيد بالخيوط الطويلة، والصيد بجارفة القاع، وتساهم هذه الأساليب في الصيد العرضي. تكمن المشكلة في الصيد العرضي في نقص التقارير حول الأنواع التي تُصطاد، ويجري الإبلاغ في كثير من الأحيان عن اصطياد نوع غير مرغوب به على أنه «أسماك مختلطة» أو لا يُبلغ عنه. يُعاد إطلاق سراح الأنواع غير المرغوب بها والتي اصطيدت بالصيد العرضي، إلا أن الأسماك تموت غالبًا أثناء وجودها في الشِباك، أو حتى بعد إطلاقها. ينقطع المستوى الغذائي بسبب الاستغلال المفرط للأنواع التي تُقصى من نظامها البيئي، مما يؤدي بدوره إلى الإضرار بشبكة الغذاء.

## أهمية التنوع البيولوجي
التنوع البيولوجي أو التنوع الحيوي هو مصطلح يعبر عن التنوع في الطبيعة. يشير التنوع البيولوجي الغني إلى التنوع الكبير في الأنظمة البيئية التي تتواجد فيها أنواع كثيرة، وفي كل نوع هنالك تباين وراثي كبير.
التنوع البيولوجي الغني هو مورد له قيمة كبيرة في مجالات مختلفة من بينها القيم التالية:
- الفائدة والقيمة الاقتصادية المباشرة: يستغل المجمع الوراثي الموجود في الكائنات الحية البرية لتحسين النباتات والحيوانات الأليفة ويتيح إنتاج أصناف ذات صفات مرغوبة مثل: محاصيل كثيرة وقدرة مقاومة للأمراض. إن المواد التي مصدرها من الكائنات الحية هي المصدر الأساسي لإنتاج الأدوية، مثلًا: تستخرج من إحدى النباتات التي كانت عرضة للانقراض في الغابات المطرية في أمريكا الجنوبية ثماني مواد مختلفة تستعمل أدوية لعلاج مرض السرطان.
- القيمة البيئية: يتيح تنوع الأنواع في بيوت التنمية المختلفة على سطح الكرة الأرضية وجود أنظمة بيئية ثابتة تحدث فيها عمليات إنتاج، تحليل وإعادة تدوير للمواد. قد يؤدي انقراض الأنواع إلى خلل في الاتزان الحساس الموجود في الأنظمة البيئية، وقد يحدث ضررًا على سكان العالم بأكمله، مثلاً: أدى الاستعمال الزائد للمبيدات لمكافحة القوارض في حقول المزارعين إلى أضرار كبيرة في عشائر الطيور الجارحة والنموس، ونتيجة لذلك ازداد لسع الثعابين للحيوانات التي تستخدم غذاءً للطيور الجارحة والنموس.
- القيمة الأخلاقية: إضافة إلى الفائدة التي تقدمها أنواع الكائنات الحية للإنسان، هنالك من يعتقد أن أنواع الحيوانات والنباتات لها قيمة ذاتية غير مرتبطة بالفائدة التي تقدمها للإنسان.[1]

## مواجهة فقدان التنوع البيولوجي
يُواجه فقدان التنوع البيولوجي من خلال الحفاظ على بيوت التنمية الطبيعية. قد يتم ذلك بواسطة تخصيص مناطق ومساحات وتعيينها محميات طبيعية، لأن استعمال الأراضي بغرض التطوير، يستهلك المساحات الطبيعية غير المحمية ويعرض الأنواع في هذه المساحات إلى فيها خطر الانقراض، ويقلل بذلك من بيوت التنمية الخاصة. بالإضافة إلى تطوير سياحة بيئية تتيح لسكان المنطقة استغلال التنوع البيولوجي المحلي كمصدر رزق دون الإضرار فيه.
تطالب مؤسسات وجهات بيئية مختلفة بوضع حد من عمليات الصيد. فعلى سبيل المثال، تنادي حملات عالمية مختلفة إلى وضع قوانين تحد من صيد الفيلة للحفاظ على عشائر الفيلة، وإلى فرض حظر دولي يمنع تجارة العاج، بالإضافة إلى تنفيذ نشاطات تربوية وتوعوية لمستهلكي العاج.
ومن بين الطرق الأخرى التي يتم اتخاذها من أجل مواجهة هذه الظاهرة هي إنشاء مصارف للبذور من النباتات البرية وأنواع أخرى من أجل تكاثرهذه الأنواع والحيوانات المهددة بخطر الانقراض.